# Zadelrob

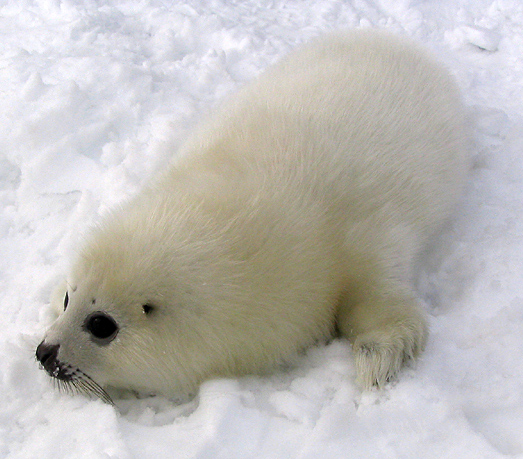
Jonge zadelrob

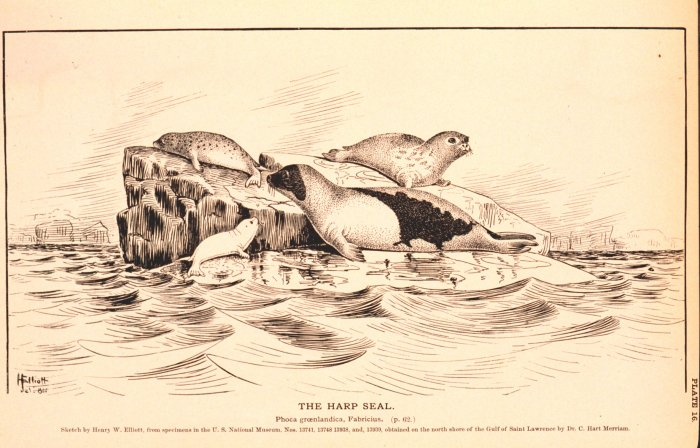
Zadelrobben (mannetje, vrouwtje, jongen) op drijfijs
in de Saint Lawrencebaai, Canada

De zadelrob (Pagophilus groenlandicus, synoniem Phoca groenlandica) is een zeehond, die leeft in het noorden van de Atlantische Oceaan en in de Noordelijke IJszee, rond de Noordpool.

## Kenmerken
De zadelrob heeft een lichtgrijze vacht met een zwarte kop. Over de flanken en over de rug loopt een zwarte band, die volgens sommigen op een zadel lijkt (vandaar de naam). Bij vrouwtjes is de tekening bleker en vaak afgebroken, waardoor het meer op vlekken lijkt dan op een volledige band.
De jongen van de zadelrob hebben bij de geboorte een dikke, witte vacht. Deze vacht wordt vervangen door een juveniele vacht, die bedekt is met donkere vlekken. De bovenzijde wordt lichter, terwijl de onderzijde donkerder wordt. De vlekken worden hierdoor minder duidelijk. Als de dieren drie jaar oud zijn, zijn de tekeningen onduidelijk, en de vacht is lichtgrijs. Als de dieren vier jaar oud zijn, ontwikkelt zich de volwassen zwarte bandtekening, die pas voltooid is rond de tijd dat het dier geslachtsrijp is.
Een volwassen zadelrob wordt 168 tot 190 centimeter lang en 120 tot 140 kg zwaar. Mannetjes worden groter dan vrouwtjes. Vrouwtjes worden gemiddeld 179 centimeter lang en 120 kilogram zwaar, mannetjes 183 centimeter lang en 135 kilogram.

## Gedrag
Zadelrobben leven van schaaldieren en vissen. De belangrijkste voedselbron is lodde. Ze kunnen 150 tot 280 meter diep duiken om daar te jagen op vissen als haring en kabeljauw. De zadelrob kan 30 minuten onder water blijven en 280 meter diep duiken.
Het zijn sociale dieren, die zich in februari en maart in grote voortplantingskolonies op het ijs verzamelen, waar de dieren hun jongen in werpen, paren en ruien. Oude mannetjes leven alleen of in kleine groepjes.
Zadelrobben worden maximaal 30 jaar oud.

## Voortplanting
De paartijd valt tussen eind februari en april. De draagtijd duurt 7,5 maand. De zadelrob kent een verlengde draagtijd van 11 weken, waardoor de jongen pas 11 maanden na de paring worden geboren, in februari en maart. De zadelrobben krijgen bij de geboorte één jong. Het vrouwtje zoogt de jongen 2 à 3 keer per dag. Na twaalf dagen worden de jongen gespeend.
De jongen zijn bij de geboorte 93 tot 108 centimeter lang en 11,8 kilogram zwaar.
Het vrouwtje wordt na 4 tot 7 jaar geslachtsrijp, het mannetje na 5,5 jaar. Meestal zijn mannetjes na 8 jaar seksueel actief.

## Verspreiding
Deze dieren komen voor in de noordelijke Atlantische Oceaan en de Noordelijke IJszee: Canada, IJsland, Groenland, Noorwegen en Noord-Rusland. Zadelrobben besteden het grootste gedeelte van hun leven in het water. Om te paren, te jongen en te ruien klimmen ze op zee-ijs Er zijn drie afzonderlijke werpgebieden: een voor de kust van Newfoundland en Labrador, een voor de kust van Jan Mayen en een in de Witte Zee. Verdwaalde zadelrobben worden aangetroffen in Schotland en de Shetlandeilanden. Bij hoge uitzondering worden ze in Nederland en België waargenomen.

## Jacht
Op de soort wordt flink gejaagd. In 1994 werd hun aantal op 4,5 miljoen geschat. Andere bronnen schatten hun aantal op 2 miljoen. De jongen van de zadelrob werden wereldberoemd toen films van pelsdierjagers, die de jongen doodknuppelen voor de vacht, in veel landen op de televisie te zien waren. Door deze beelden protesteerden veel mensen tegen deze vorm van jagen.